# Эшпиунка
Эшпиунка (порт. Espiunca)  —  район (фрегезия) в Португалии,  входит в округ Авейру. Является составной частью муниципалитета  Арока. Находится в составе крупной городской агломерации Большой Порту. По старому административному делению входил в провинцию Дору-Литорал. Входит в экономико-статистический  субрегион Энтре-Доуру-и-Воуга, который входит в Северный регион. Население составляет 477 человек. Занимает площадь 14,68 км².